# Спасо-Преображенский собор Спасо-Евфимиева монастыря
Спа́со-Преображе́нский собо́р — православный храм в городе Суздале Владимирской области, кафоликон Спасо-Евфимиева монастыря. Памятник русского зодчества второй четверти XVI века. В настоящее время входит в состав Владимиро-Суздальского музея-заповедника.

## История строительства и архитектура
Собор появился в XVI веке на месте сгоревшей деревянной церкви Спаса Преображения. В 1507—1511 годах была построена маленькая бесстолпная Спасская церковь — древнейшее из дошедших до нас каменных сооружений Спасо-Евфимиева монастыря, возведённое над могилой его основателя игумена Евфимия. В 1594 году к этой церкви было пристроено здание большого четырёхстолпного собора, а церковка переименована в Евфимиевский придел (придел расположен с юго-восточной стороны собора).
Спасо-Преображенский собор был выполнен в древних традициях белокаменной архитектуры Суздаля XII—XIII веков и поначалу напоминал Рождественский собор Суздальского кремля. Однако в ходе неоднократных перестроек в последующие столетия его внешний облик был несколько искажён. В XVIII веке вокруг стен собора была выстроена галерея, а во второй половине XIX века с севера пристроен придел Сергия Радонежского. В результате этих изменений облик собора заметно изменился: его южный притвор стал частью паперти, вместе с новым приделом окружившей храм с трёх сторон.
В XVII веке собор был украшен наружной росписью. Стены, разделённые на три части пилястрами с килевидными закомарами, украшены по периметру традиционным для владимиро-суздальской архитектуры аркатурно-колончатым поясом, в который вклиниваются растёсанные в более позднее время окна. С восточной стороны к собору примыкают алтарные апсиды с гладкими стенами и глубокими нишами окон без наличников. Центральная часть здания увенчана пятью барабанами с луковичными куполами, два купола поменьше завершают приделы собора. Световые барабаны прорезаны узкими высокими окнами и украшены каменной резьбой.

## Интерьер

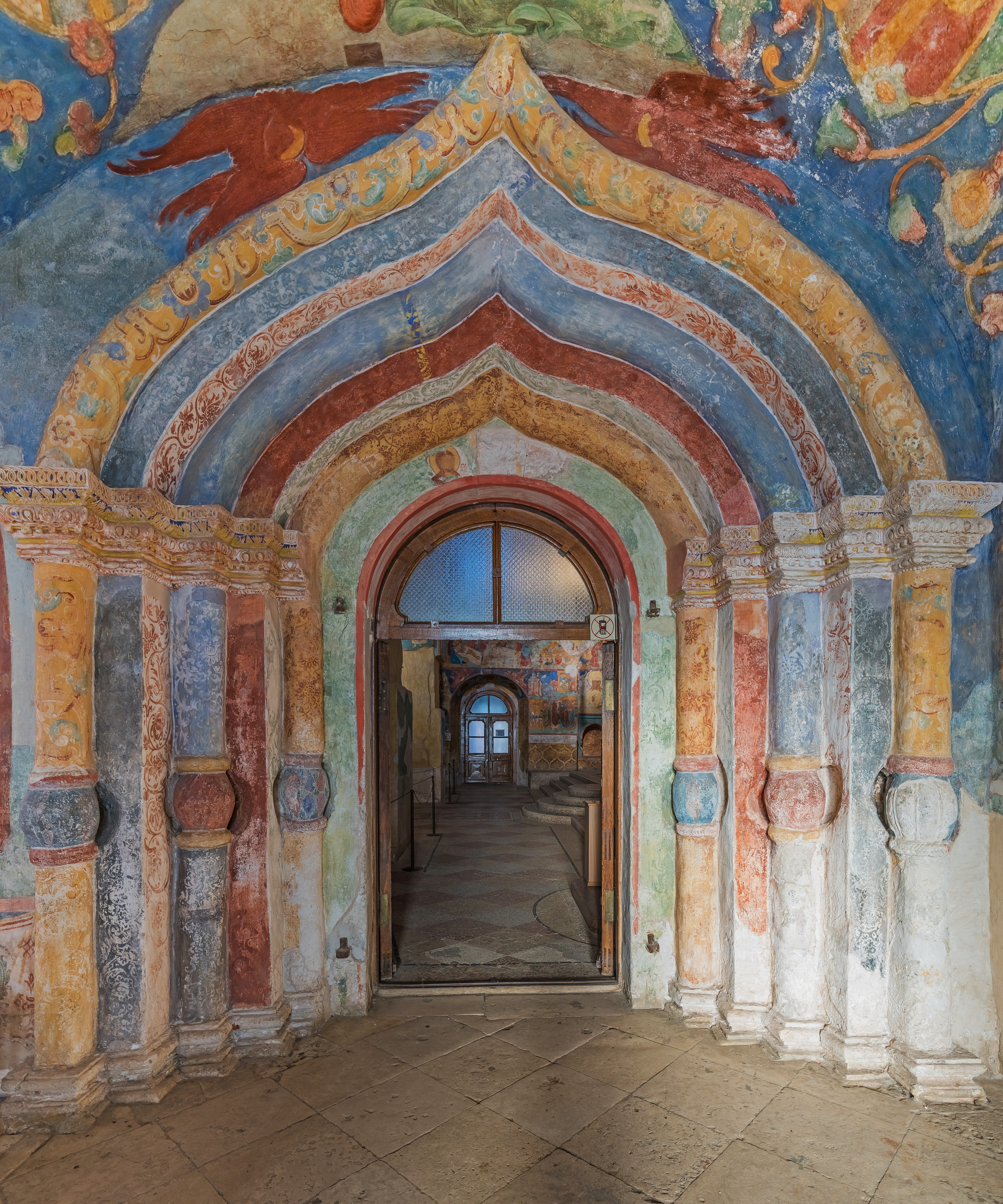
Портал
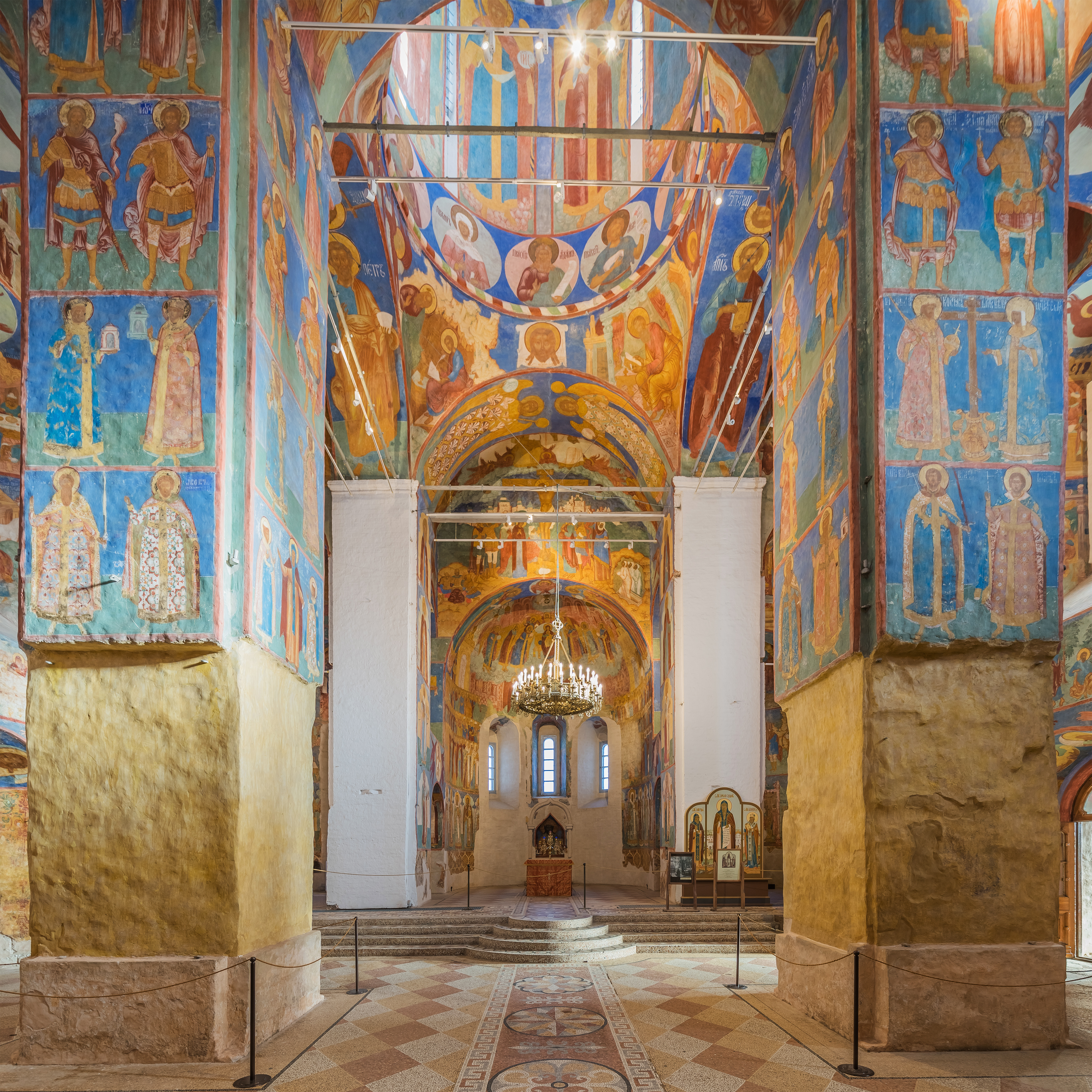
Общий вид интерьера
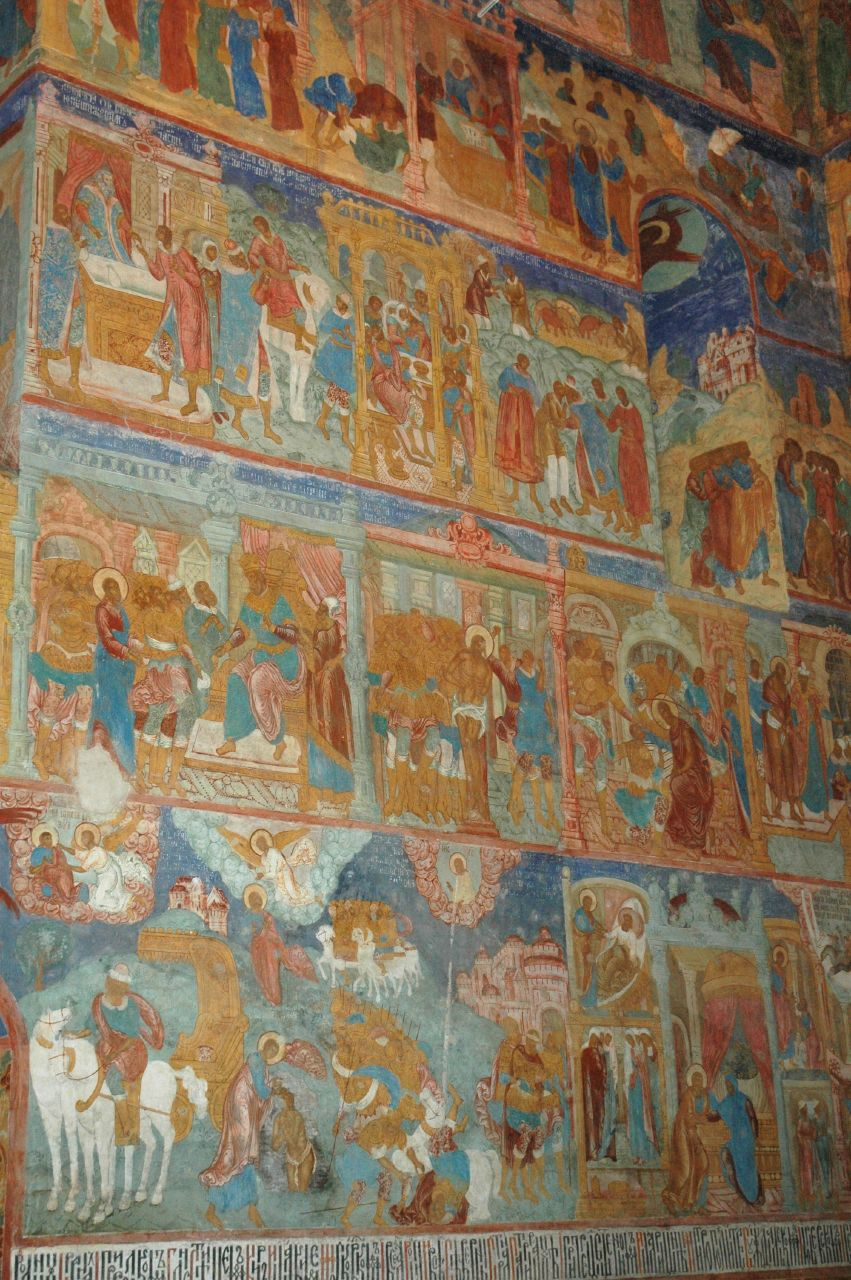
Фрагмент росписи стены
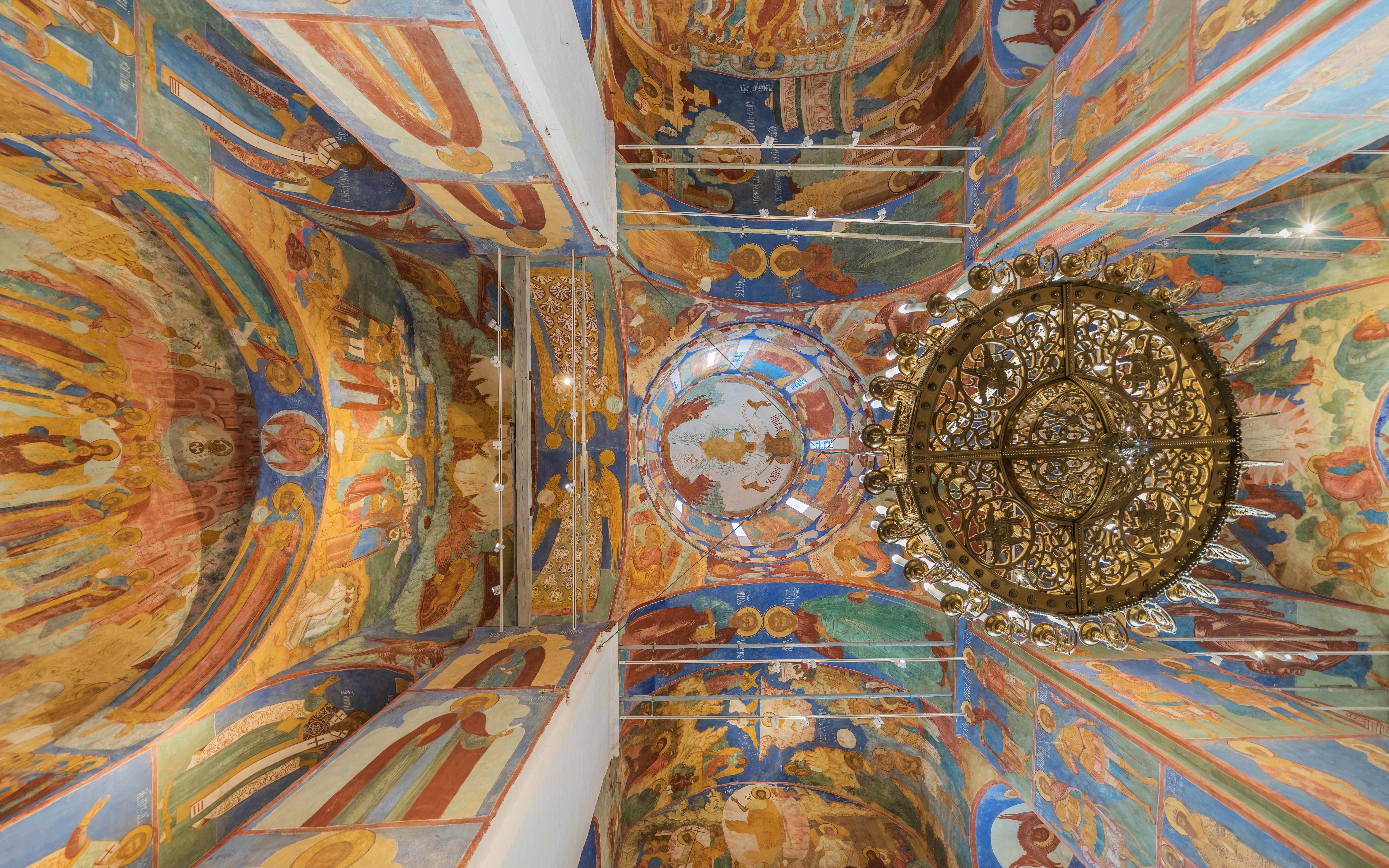
Свод
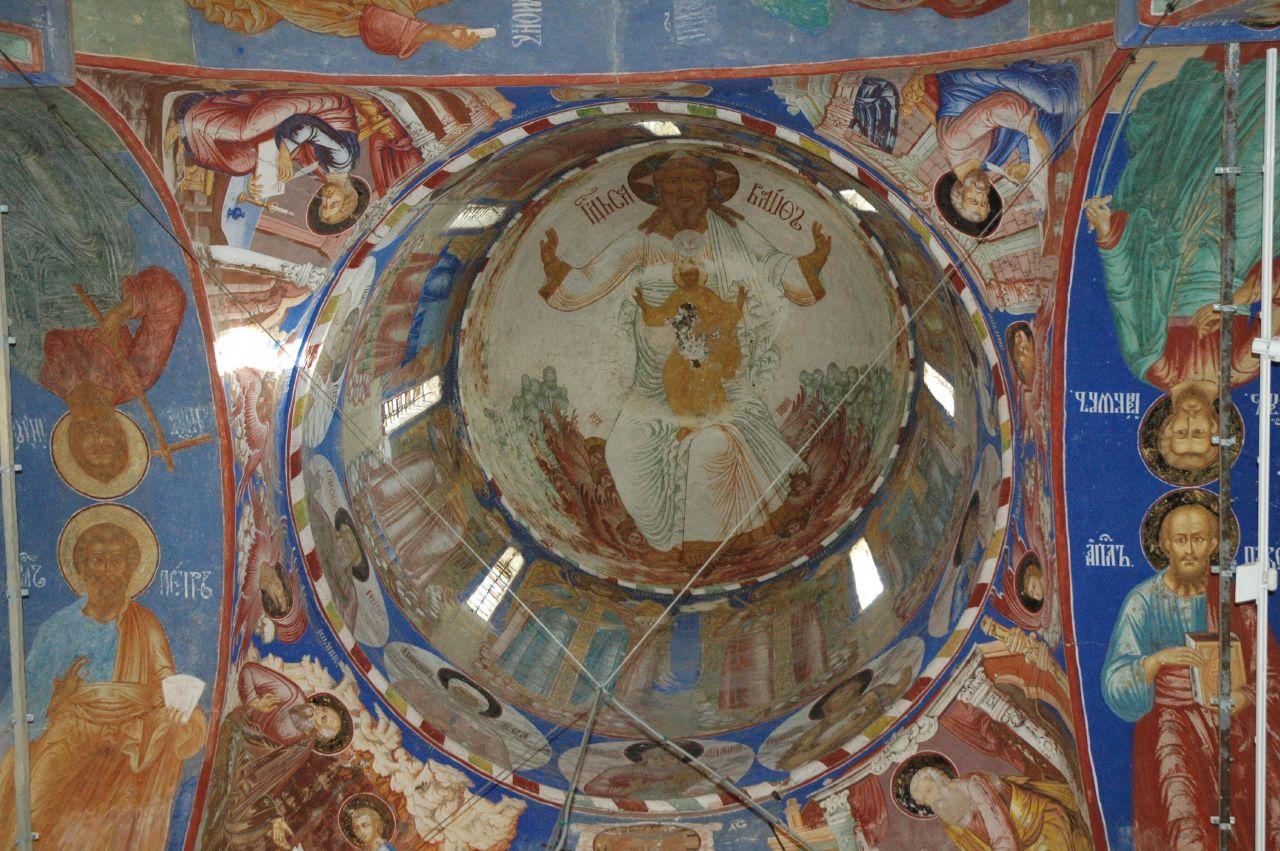
Роспись центрального купола

Пространство в интерьере собора организовано четырьмя мощными столпами и глубокими алтарными апсидами. Роспись была выполнена в XVII веке артелью художников под руководством Гурия Никитина. Во второй половине XIX века фрески Никитина были поновлены, а в конце 1970-х годов началась кропотливая работа по раскрытию первоначальной росписи, которая к настоящему времени почти завершена.
В центральном куполе храма помещена традиционная для костромских мастеров композиция «Отечество». Роспись стен и столбов опоясывает весь храм четырьмя полосами. В нижнем ярусе находятся изображения деяний апостолов, а остальные три посвящены евангельской биографии Христа. Многофигурные композиции на фоне всевозможных пейзажей и причудливых архитектурных сооружений расположены вплотную и снабжены подписями. В нижней части столбов со стороны алтаря помещены изображения первых царей династии Романовых Михаила Фёдоровича и Алексея Михайловича. Они изображены в светящихся нимбах среди библейских царей Давида и Соломона и русских канонизированных князей Владимира, Бориса и Глеба и Всеволода Большое Гнездо.
Стены Евфимиевского придела расписаны сценами жития святого Евфимия, среди них — выбор места и начало строительства Спасо-Евфимиева монастыря

## Современное положение
Спасо-Преображенский собор входит в объект Всемирного наследия ЮНЕСКО под названием «Белокаменные памятники Владимира и Суздаля».